# فاسلز کورنر (فلوریدا)
فاسلز کورنر (به انگلیسی: Fussels Corner) یک منطقهٔ مسکونی در ایالات متحده آمریکا است که در شهرستان پولک، فلوریدا واقع شده‌است. فاسلز کورنر ۱۸٫۳ کیلومتر مربع مساحت و ۵٬۳۱۳ نفر جمعیت دارد و ۳۴ متر بالاتر از سطح دریا قرار دارد.